# Don't Worry About the Government
Don't Worry About the Government è un singolo dei Talking Heads pubblicato nel 1977, tratto dal loro primo album Talking Heads: 77.
È stato scritto da David Byrne, Chris Frantz e Tina Weymouth.